# ویلیامزبرگ (بروکلین)
ویلیامزبرگ (به انگلیسی: Williamsburg) یک منطقهٔ مسکونی در ایالات متحده آمریکا است که در بروکلین قرار دارد. ویلیامزبرگ ۳۲٬۹۲۶ نفر جمعیت دارد.